# Diafragma (acústica)
En el campo de acústica, un diafragma es un transductor destinado a convertir, con calidad y fidelidad, el movimiento mecánico en sonido y viceversa. Usualmente se construye como una membrana o lámina delgada y puede ser de diferentes materiales. Las ondas sonoras que viajan en el aire generan una presión variable, lo que imparte vibraciones sobre el diafragma y son capturadas en forma de energía (o viceversa).

## Diafragma en altavoces
En un altavoz, un diafragma (generalmente, pero no siempre) es delgado, su membrana es semirrígida y está unida a la bobina de voz, cuando se mueve en un espacio magnético hace vibrar el diafragma y produce sonido. Los diafragmas se encuentran también en los auriculares y micrófonos.
Los difragmas con calidad de gama media y baja se fabrican, generalmente, con papel o materiales compuestos de papel, materiales plásticos como el polipropileno o fibra mineral rellena de propileno. Tales materiales tienen una excelente relación de resistencia / peso y tienden a ser relativamente inmunes a la flexión durante largos periodos de tiempo. Esto permite al conductor reaccionar rápidamente durante las transiciones en la reproducción musical (es decir, que cambia rápidamente impulsos transitorios) y minimiza la distorsión de salida acústica.
Si se diseña adecuadamente en términos de masa, rigidez y amortiguación, el diafragma de un altavos o woofer de gama media puede superar a muchos que estén elaborados con conductores exóticos a partir de materiales más caros. Otros materiales utilizados para los diafragmas incluyen polipropileno (PP), policarbonato (PC), Mylar (PET), seda, fibra de vidrio, fibra de carbono, titanio, aluminio, aleación de aluminio y magnesio, níquel, y berilio. Un diafragma para sonidos graves de 12 pulgadas de diámetro (300 mm) con un peak-to-peak (amplitud de onda) de 0.5 pulgadas en 60 Hz sufre una aceleración máxima de 92 "g"s.
Los diafragmas o conos a base de papel representan aproximadamente el 85 % de los conos vendidos en todo el mundo. La capacidad de papel (celulosa) para ser fácilmente modificado mediante diferentes productos químicos o medios mecánicos le convierten en un material con una ventaja práctica en su procesamiento superando a otros materiales comunes.
El objetivo del diafragma de un cono/envolvente (surround) es reproducir con exactitud la forma de onda de la señal de voz. La reproducción inexacta de la señal de voz causa la distorsión acústica.

## Diafragma en micrófonos
Los micrófonos pueden ser considerados como un altavoz al revés. Las ondas sonoras golpean la membrana del diafragma, haciéndolo vibrar. Los diafragmas en los micrófonos, a diferencia de los diafragmas de altavoz, tienden a ser muy delgados y flexibles, ya que tienen que absorber tanto sonido como sea posible. En un micrófono de condensador, el diafragma se coloca en frente de una placa que está cargada eléctricamente. En un micrófono dinámico, el diafragma se pega a una bobina magnética, similar a la de un altavoz dinámico. (De hecho, un altavoz dinámico puede ser utilizado como un micrófono rudimentario, y viceversa.)
El diafragma de un micrófono funciona de manera similar al tímpano de un ser humano.